# Mikrofichekatalog
Ein Mikrofichekatalog (oder Mikrokatalog) ist ein Bibliothekskatalog, der aus postkartengroßen Mikrofiches besteht, auf denen die Titelaufnahmen des Katalogs abgebildet sind. Die Abbildungen sind extrem verkleinert und können mit bloßem Auge nicht gelesen werden. Der Mikrofichekatalog wurde von elektronischen Katalogen verdrängt und ist nur mehr vereinzelt in Gebrauch.
Hergestellt werden Mikrofiches mittels des COM-Verfahrens (Computer Output on Microfilm) auf DIN A6 großen Planfilmblättern, die in entsprechenden Behältern aufbewahrt und mit eigenen Lesegeräten gelesen werden. Eine zum COM-Verfahren (bei dem die im Computer gespeicherten Titelaufnahmen auf Mikrofiches abgebildet werden) alternative Herstellungsart ist die Wiedergabe von Fotografien eines Band- oder Zettelkatalogs auf Mikrofiche. Mikrofiches haben eine Kopfzeile, auf der der Inhalt des Mikrofiches mit bloßem Auge lesbar ist, und mehrere hundert verkleinerte, spaltenweise angeordnete Bildfelder, die rund 2000 bis 6000 Titelaufnahmen abbilden. Ein Indexfeld am Anfang oder Ende des Mikrofiches erleichtert das Auffinden der gesuchten Katalogeintragung.
Der Mikrofiche-Katalog bot gegenüber älteren Katalogarten die Vorteile, dass er schnell, preisgünstig und in beliebig vielen Exemplaren hergestellt werden konnte und wenig Platz beanspruchte. Da allerdings neue Titelaufnahmen nicht ergänzt werden konnten, mussten öfter aktualisierte Neuausgaben produziert werden, um den Katalog auf dem aktuellen Stand halten zu können. Der Mikrofiche-Katalog wurde von neuen Online-Katalogen fast vollständig verdrängt.